# 雷氏鹽
雷氏鹽（英語：Reinecke's salt），或称四硫氰基二氨絡鉻酸銨、利英奈克鹽、雷纳克氏盐、賴納克氏鹽、硫氰酸鉻銨，是一種暗紅色的配位化合物，分子式為NH4[Cr(NCS)4(NH3)2]·H2O，可在熱水或乙醇中溶解。在其分子中一個鉻原子被六個氮原子包圍，形成八面體結構。
雷氏盐可通过重铬酸铵140-150°C 与熔融的硫氰酸铵反应制得。
雷氏鹽曾经用来转化伯胺和仲胺为相应铵盐沉淀。与二价汞反应生成红色或红色沉淀。
雷氏鹽由德國學者阿爾伯特·雷纳克（Albert Reinecke）於1863年在其論文中發表。